# Eliška Purkyňová
Eliška Purkyňová, rozená Alžběta Josefa Čapková (16. listopadu 1868 Libochovice – 22. října 1933 Praha), byla sociální pracovnice, československá politička a meziválečná poslankyně Národního shromáždění za Českou státoprávní demokracii respektive Československou národní demokracii.

## Biografie
Byla dcerou řídícího učitele v Libochovicích a sama se stala učitelkou. Brzy se však provdala za Jana Purkyně, syna malíře Karla Purkyně a vnuka vědce Jana Evangelisty Purkyně. Vychovala tři děti - Jana, Miroslava a Olgu. Jako aktivistka ženského hnutí a politička se věnovala především sociální práci. V roce 1920 zasedala v Revolučním národním shromáždění za Českou státoprávní demokracii respektive za z ní vzniklou Československou národní demokracii. Nastoupila sem na 109. schůzi v lednu 1920. Uvádí se jako asistentka ministerstva sociální péče.
V parlamentních volbách v roce 1920 pak získala poslanecké křeslo v Národním shromáždění. Podle údajů k roku 1920 byla profesí asistentkou na ministerstvu sociální péče v Praze.
V období let 1920–1925 byla též místopředsedkyní zemského výkonného výboru Československé národní demokracie v Čechách.
Záhy ovdověla. Angažovala se v ženském hnutí, předsedala Fondu pro literáty a žurnalisty a byla starostkou Ústředního spolku československých žen. Byla též členkou výboru Národní rady československé. Iniciovala výstavbu komplexu nazvaného Útulný domov osamělým ženám v Praze (dnes Domov pro seniory Elišky Purkyňové). Se záměrem zřídit takovýto ústav oslovila i další aktivisty národní demokracie (Karel Kramář, Eliška Krásnohorská). Byla první ředitelkou tohoto domova. První dům byl slavnostně otevřen roku 1924, do roku 1929 bylo postaveno dalších 6 domů. Československé ženy zastupovala v Malé ženské dohodě a obdržela srbský Řád svatého Sávy.
Zemřela po delší chorobě v říjnu 1933 v Praze. Pohřbena byla na Olšanských hřbitovech.